# WNBA 2007
Die Saison 2007 war die elfte reguläre Saison der Women’s National Basketball Association (WNBA). Die reguläre Saison begann am 19. Mai 2007 und endete am 19. August 2007. Vier Tage später starteten die WNBA Playoffs, die am 16. September 2007 mit den WNBA Finals und dem Sieg der Phoenix Mercury endeten.

## Saisonnotizen
- Am 3. Januar 2007 wurden die Charlotte Sting aufgelöst. Grund dafür waren laut den Eigentümern die wenigen Zuschauer und somit auch die niedrigen Einnahmen.

- Der WNBA Draft fand am 4. April in Cleveland, Ohio statt. Als ersten Pick zogen die Phoenix Mercury, Lindsey Harding von der Duke University. Der Point Guard von der Duke University wurde kurz darauf zu den Minnesota Lynx für Tangela Smith transferiert.

- Die reguläre Saison begann am 19. Mai 2007 mit der Partie zwischen dem amtierenden Meister, den Detroit Shock und dem Vizemeister, den Sacramento Monarchs. Die reguläre Saison endete am 19. August. Lauren Jackson wurde dabei zur Most Valuable Player und Dan Hughes zum Trainer der Saison gewählt

- Die WNBA Meisterschaft gewannen erstmals die Phoenix Mercury, die in der Finalserie die Detroit Shock mit 3:2 besiegten. Mercury Guard Cappie Pondexter wurde zum Finals-MVP ernannt.

- Das 8. WNBA All-Star Game fand am 15. Juli 2007 im Verizon Center in Washington, D.C. statt, das die Eastern All Stars mit 103:99 gegen die Western All Stars für sich entscheiden konnten. Detroit Shock Center, Cheryl Ford wurde dabei zum MVP des Spiels ernannt.

## Draft
- Hauptartikel: WNBA Draft 2007

Am 3. Januar 2007 gaben die Besitzer der Charlotte Sting bekannt, dass sie nicht länger das Team finanzieren wollten. Die WNBA fand keinen Besitzer für das Team, weshalb die Spielerinnen am 8. Januar in einem Dispersal Draft von den anderen Teams der Liga gedraftet werden konnten.
Der elfte WNBA Draft fand am 4. April 2007 im Renaissance Hotels in Cleveland, Ohio, Vereinigte Staaten statt. Am 26. Oktober 2006 wurde die Auswahlreihenfolge bei einer Lotterie festgelegt. Diese gewannen die Phoenix Mercury vor den San Antonio Silver Stars und den Chicago Sky.
Als ersten Pick zogen die Mercury die US-amerikanische Lindsey Harding. Danach wählte San Antonio auf dem zweiten Platz Jessica Davenport, gefolgt von Armintie Price auf dem dritten Platz. Insgesamt sicherten sich die 13 Franchises die Rechte an 39 Spielerinnen. Den Hauptanteil mit über drei Vierteln aller Spielerinnen stellten die Vereinigten Staaten.

### Top-5-Picks
Abkürzungen: Pos = Position, G = Guard, F = Forward, C = Center

| #  | Spielerin         | Nationalität       | Pos | WNBA-Mannschaft          | College/Profi-Team                      |
| -- | ----------------- | ------------------ | --- | ------------------------ | --------------------------------------- |
| 1. | Lindsey Harding   | Vereinigte Staaten | G   | Phoenix Mercury          | Duke University                         |
| 2. | Jessica Davenport | Vereinigte Staaten | C   | San Antonio Silver Stars | Ohio State University                   |
| 3. | Armintie Price    | Vereinigte Staaten | G   | Chicago Sky              | University of Mississippi               |
| 4. | Noelle Quinn      | Vereinigte Staaten | G   | Minnesota Lynx           | University of California in Los Angeles |
| 5. | Tiffany Jackson   | Vereinigte Staaten | F   | New York Liberty         | University of Texas                     |

## Reguläre Saison

### Abschlusstabellen
Abkürzungen: Pl.=Platz, Sp. = Spiele, S = Siege, N = Niederlagen, GB = Spiele hinter dem Führenden der Conference
Erläuterungen:       = Playoff-Qualifikation,       = Conference-Sieger
| Pl. | Eastern Conference | Sp. | S  | N  | Siege in % | GB | Heim | Auswärts |
| --- | ------------------ | --- | -- | -- | ---------- | -- | ---- | -------- |
| 1.  | Detroit Shock      | 34  | 24 | 10 | 70,6       | –  | 12:5 | 12:5     |
| 2.  | Indiana Fever      | 34  | 21 | 13 | 61,8       | 3  | 12:5 | 9:8      |
| 3.  | Connecticut Sun    | 34  | 18 | 16 | 52,9       | 6  | 8:9  | 10:7     |
| 4.  | New York Liberty   | 34  | 16 | 18 | 47,1       | 8  | 10:7 | 6:11     |
| 5.  | Washington Mystics | 34  | 16 | 18 | 47,1       | 8  | 8:9  | 8:9      |
| 6.  | Chicago Sky        | 34  | 14 | 20 | 41,2       | 10 | 6:11 | 8:9      |

| Pl. | Western Conference       | Sp. | S  | N  | Siege in % | GB | Heim | Auswärts |
| --- | ------------------------ | --- | -- | -- | ---------- | -- | ---- | -------- |
| 1.  | Phoenix Mercury          | 34  | 23 | 11 | 67,6       | –  | 12:5 | 11:6     |
| 2.  | San Antonio Silver Stars | 34  | 20 | 14 | 58,8       | 3  | 9:8  | 11:6     |
| 3.  | Sacramento Monarchs      | 34  | 19 | 15 | 55,9       | 4  | 12:5 | 7:10     |
| 4.  | Seattle Storm            | 34  | 17 | 17 | 50,0       | 6  | 12:5 | 5:12     |
| 5.  | Houston Comets           | 34  | 13 | 21 | 38,2       | 10 | 7:10 | 6:11     |
| 6.  | Minnesota Lynx           | 34  | 10 | 24 | 29,4       | 13 | 7:10 | 3:14     |
| 7.  | Los Angeles Sparks       | 34  | 10 | 24 | 29,4       | 13 | 5:12 | 5:12     |

### All-Star Game 2007
- Hauptartikel: All-Star Game 2007

Das 8. All-Star Game der WNBA wurde am 13. Juli 2007 in der Verizon Center in Washington, D.C. ausgetragen. Die Ligaführung vergab im Januar das Spiel an die Washington Mystics, die bereits 2002 Gastgeber waren. Wie in den vergangenen Jahren trat dabei eine Auswahl der besten Spieler der Eastern Conference gegen eine Mannschaft der Western Conference an.
| 15. Juli 2007 |                                                                        | Western Conference 99, Eastern Conference 103 | Western Conference 99, Eastern Conference 103         | Western Conference 99, Eastern Conference 103 | Verizon Center, Washington, D.C. Zuschauer: 19.487 Schiedsrichter: - #55 Brewton - #9 Brooks-Clauser - #7 Stevens |
| 15. Juli 2007 | Punkte pro Viertel: 28-23, 25-30, 14-25, 32-25                         |                                               |                                                       |                                               | Verizon Center, Washington, D.C. Zuschauer: 19.487 Schiedsrichter: - #55 Brewton - #9 Brooks-Clauser - #7 Stevens |
| 15. Juli 2007 | Punkte: Thompson 19 Rebounds: McWilliams-Franklin 9 Assists: Taurasi 9 |                                               | Punkte: Douglas 18 Rebounds: Ford 13 Assists: Beard 8 |                                               | Verizon Center, Washington, D.C. Zuschauer: 19.487 Schiedsrichter: - #55 Brewton - #9 Brooks-Clauser - #7 Stevens |
| 15. Juli 2007 |                                                                        |                                               |                                                       |                                               | Verizon Center, Washington, D.C. Zuschauer: 19.487 Schiedsrichter: - #55 Brewton - #9 Brooks-Clauser - #7 Stevens |

## Playoffs

### Playoff-Baum
| Conference Semifinals | Conference Semifinals | Conference Semifinals    |    |                          | Conference Finals | Conference Finals | Conference Finals |  |  | WNBA-Finals | WNBA-Finals | WNBA-Finals |
|                       |                       |                          |    |                          |                   |                   |                   |  |  |             |             |             |
| 1                     | Detroit Shock         | 2                        |    |                          |                   |                   |                   |  |  |             |             |             |
| 4                     | New York Liberty      | 1                        |    |                          |                   |                   |                   |  |  |             |             |             |
| 4                     | New York Liberty      | 1                        | 1  | Detroit Shock            | 2                 |                   |                   |  |  |             |             |             |
| Eastern Conference    |                       |                          | 1  | Detroit Shock            | 2                 |                   |                   |  |  |             |             |             |
|                       | 2                     | Indiana Fever            | 1  |                          |                   |                   |                   |  |  |             |             |             |
| 2                     | 2                     | Indiana Fever            | 1  | Indiana Fever            | 2                 |                   |                   |  |  |             |             |             |
| 2                     |                       |                          |    | Indiana Fever            | 2                 |                   |                   |  |  |             |             |             |
| 3                     | Connecticut Sun       | 1                        |    |                          |                   |                   |                   |  |  |             |             |             |
| 3                     | Connecticut Sun       | 1                        | E1 | Detroit Shock            | 2                 |                   |                   |  |  |             |             |             |
|                       |                       |                          |    | Detroit Shock            | 2                 |                   |                   |  |  |             |             |             |
|                       | W1                    | Phoenix Mercury          | 3  |                          |                   |                   |                   |  |  |             |             |             |
| 1                     | W1                    | Phoenix Mercury          | 3  | Phoenix Mercury          | 2                 |                   |                   |  |  |             |             |             |
| 1                     |                       |                          |    | Phoenix Mercury          | 2                 |                   |                   |  |  |             |             |             |
| 4                     | Seattle Storm         | 0                        |    |                          |                   |                   |                   |  |  |             |             |             |
| 4                     | Seattle Storm         | 0                        | 1  | Phoenix Mercury          | 2                 |                   |                   |  |  |             |             |             |
| Western Conference    |                       |                          | 1  | Phoenix Mercury          | 2                 |                   |                   |  |  |             |             |             |
|                       | 2                     | San Antonio Silver Stars | 0  |                          |                   |                   |                   |  |  |             |             |             |
| 2                     | 2                     | San Antonio Silver Stars | 0  | San Antonio Silver Stars | 2                 |                   |                   |  |  |             |             |             |
| 2                     |                       |                          |    | San Antonio Silver Stars | 2                 |                   |                   |  |  |             |             |             |
| 3                     | Sacramento Monarchs   | 1                        |    |                          |                   |                   |                   |  |  |             |             |             |

### Conference Semifinals (Runde 1)

#### Eastern Conference
| Detroit Shock (1) – New York Liberty (4) | Detroit Shock (1) – New York Liberty (4) | Detroit Shock (1) – New York Liberty (4) | Detroit Shock (1) – New York Liberty (4) | Detroit Shock (1) – New York Liberty (4) | Detroit Shock (1) – New York Liberty (4) | Detroit Shock (1) – New York Liberty (4) |
| Datum                                    | Auswärtsteam                             | Auswärtsteam                             | Heimteam                                 | Heimteam                                 | Bem.                                     |                                          |
| ---------------------------------------- | ---------------------------------------- | ---------------------------------------- | ---------------------------------------- | ---------------------------------------- | ---------------------------------------- | ---------------------------------------- |
| 25. August                               | Detroit                                  | 51                                       | 73                                       | New York                                 |                                          |                                          |
| 26. August                               | New York                                 | 73                                       | 76                                       | Detroit                                  |                                          |                                          |
| 28. August                               | New York                                 | 70                                       | 71                                       | Detroit                                  | 1OT                                      |                                          |
| Detroit gewinnt die Serie mit 2:1.       |                                          |                                          |                                          |                                          |                                          |                                          |

Das eigentlich vom Papier her eindeutige Duell zwischen den Detroit Shock und New York Liberty entwickelte sich zu einer umkämpften Serie, die erst im entscheidenden dritten Spiel zu Gunsten der Shock ausfiel. Im ersten Spiel gab es gleich eine große Überraschung, die Liberty gewannen die erste Begegnung klar mit 73:51 Punkten und hatten während des Spiels sogar einen 18:0-Lauf. Die Enttäuschung bei den Shock war sehr groß, vor allem weil Detroit in der regulären Saison kein Spiel mit einem Rückstand über 10 Punkten verloren hatte. Das zweite Spiel konnten die Shock knapp mit 76:73 für sich entscheiden. Im dritten und entscheidenden Spiel zeigten die Shock Nerven und erzielten bis zur Halbzeit nur 23 Punkte und lagen 10 Punkte hinter den Liberty. Die Shock erholten sich aber im Laufe des Spiels und konnten das Spiel in die Verlängerung retten. Zwei Minuten vor Ende der ersten Verlängerung lagen die Liberty zwar fünf Punkten voran, jedoch zeigten die Shock genau in diesem Moment ihre ganze Klasse und drehten das Spiel noch um.
| Indiana Fever (2) – Connecticut Sun (3) | Indiana Fever (2) – Connecticut Sun (3) | Indiana Fever (2) – Connecticut Sun (3) | Indiana Fever (2) – Connecticut Sun (3) | Indiana Fever (2) – Connecticut Sun (3) | Indiana Fever (2) – Connecticut Sun (3) | Indiana Fever (2) – Connecticut Sun (3) |
| Datum                                   | Auswärtsteam                            | Auswärtsteam                            | Heimteam                                | Heimteam                                | Bem.                                    |                                         |
| --------------------------------------- | --------------------------------------- | --------------------------------------- | --------------------------------------- | --------------------------------------- | --------------------------------------- | --------------------------------------- |
| 24. August                              | Indiana                                 | 88                                      | 93                                      | Connecticut                             | 3OT                                     |                                         |
| 25. August                              | Connecticut                             | 59                                      | 78                                      | Indiana                                 |                                         |                                         |
| 28. August                              | Connecticut                             | 88                                      | 93                                      | Indiana                                 | 1OT                                     |                                         |
| Indiana gewinnt die Serie mit 2:1.      |                                         |                                         |                                         |                                         |                                         |                                         |

Eine hart umkämpfte und enge Serie lieferten sich die Indiana Fever und Connecticut Sun. Die Fever beendeten die reguläre Saison zwar besser als die Sun, jedoch gewannen die Sun alle vier Begegnungen mit den Fever in der regulären Saison. Das erste Spiel dieser Serie konnten die Sun, trotz einer 17 Punkte Führung im dritten Viertel, erst in der dritten Verlängerung mit 93:88 gewinnen. Dies war das erste Spiel in der Geschichte der WNBA, dass erst in der dritten Verlängerung entschieden werden konnte.
Die Fever nutzten ihren Heimvorteil im zweiten Spiel dieser Serie und gewannen dieses klar mit 78–59. Im letzten und entscheidenden Spiel konnten die Sun früh in Führung gehen und bauten diese sogar während des Spiels auf 22 Punkte aus. Doch die Fever gaben nicht auf und kämpften sich zurück und konnten das Spiel in der Verlängerung mit 93:88 gewinnen. Somit schieden die Sun erstmals seit der Umsiedlung schon in den Conference Semifinals aus.

#### Western Conference
| Phoenix Mercury (1) – Seattle Storm (4) | Phoenix Mercury (1) – Seattle Storm (4) | Phoenix Mercury (1) – Seattle Storm (4) | Phoenix Mercury (1) – Seattle Storm (4) | Phoenix Mercury (1) – Seattle Storm (4) | Phoenix Mercury (1) – Seattle Storm (4) | Phoenix Mercury (1) – Seattle Storm (4) |
| Datum                                   | Auswärtsteam                            | Auswärtsteam                            | Heimteam                                | Heimteam                                | Bem.                                    |                                         |
| --------------------------------------- | --------------------------------------- | --------------------------------------- | --------------------------------------- | --------------------------------------- | --------------------------------------- | --------------------------------------- |
| 25. August                              | Phoenix                                 | 101                                     | 84                                      | Seattle                                 |                                         |                                         |
| 26. August                              | Seattle                                 | 89                                      | 95                                      | Phoenix                                 |                                         |                                         |
| Phoenix gewinnt die Serie mit 2:0.      |                                         |                                         |                                         |                                         |                                         |                                         |

Die Seattle Storm sind seit dem Gewinn der WNBA-Meisterschaft von 2004 nicht mehr in das Conference Final eingezogen, auch in diesem Jahr schafften sie die Hürde Conference Semifinals nicht. Dieses Mal scheiterten sie relativ eindeutig an den Phoenix Mercury die beide Spiele klar dominierten und beide Spiele eigentlich schon zur Halbzeit gewonnen hatten. Auch eine starke Leistung von Lauren Jackson und Sue Bird im letzten Spiel reichte nicht um die Mercury in Bedrängnis zu bringen. Cappie Pondexter und Diana Taurasi erzielten in beiden Spielen mindestens 20 Punkte. Im zweiten Spiel erzielten sogar sechs Spielerinnen der Mercury mindestens 10 Punkte.
| San Antonio Silver Stars (2) – Sacramento Monarchs (3) | San Antonio Silver Stars (2) – Sacramento Monarchs (3) | San Antonio Silver Stars (2) – Sacramento Monarchs (3) | San Antonio Silver Stars (2) – Sacramento Monarchs (3) | San Antonio Silver Stars (2) – Sacramento Monarchs (3) | San Antonio Silver Stars (2) – Sacramento Monarchs (3) | San Antonio Silver Stars (2) – Sacramento Monarchs (3) |
| Datum                                                  | Auswärtsteam                                           | Auswärtsteam                                           | Heimteam                                               | Heimteam                                               | Bem.                                                   |                                                        |
| ------------------------------------------------------ | ------------------------------------------------------ | ------------------------------------------------------ | ------------------------------------------------------ | ------------------------------------------------------ | ------------------------------------------------------ | ------------------------------------------------------ |
| 24. August                                             | San Antonio                                            | 65                                                     | 86                                                     | Sacramento                                             |                                                        |                                                        |
| 25. August                                             | Sacramento                                             | 61                                                     | 86                                                     | San Antonio                                            |                                                        |                                                        |
| 28. August                                             | Sacramento                                             | 78                                                     | 80                                                     | San Antonio                                            |                                                        |                                                        |
| San Antonio gewinnt die Serie mit 2:1.                 |                                                        |                                                        |                                                        |                                                        |                                                        |                                                        |

Die San Antonio Silver Stars konnten sich seit der Umsiedlung erstmals für die Playoffs qualifizieren, wo sie auf die Sacramento Monarchs trafen. Beide Mannschaften konnten ihr erstes Heimspiel ganz klar für sich entscheiden. Das dritte und entscheidende Spiel wurde erst in der letzten Sekunde entschieden. 24 Sekunden vor Ende glich Kara Lawson mit einem Jump Shot auf 78:78 aus. Im letzten Moment des Spiels passte Becky Hammon den Ball zu Vicki Johnson die mit einem Layup Shot das Spiel und die Serie für die Silver Stars entschied.

### Conference Finals (Runde 2)

#### Eastern Conference
| Detroit Shock (1) – Indiana Fever (2) | Detroit Shock (1) – Indiana Fever (2) | Detroit Shock (1) – Indiana Fever (2) | Detroit Shock (1) – Indiana Fever (2) | Detroit Shock (1) – Indiana Fever (2) | Detroit Shock (1) – Indiana Fever (2) | Detroit Shock (1) – Indiana Fever (2) |
| Datum                                 | Auswärtsteam                          | Auswärtsteam                          | Heimteam                              | Heimteam                              | Bem.                                  |                                       |
| ------------------------------------- | ------------------------------------- | ------------------------------------- | ------------------------------------- | ------------------------------------- | ------------------------------------- | ------------------------------------- |
| 1. September                          | Detroit                               | 65                                    | 75                                    | Indiana                               |                                       |                                       |
| 2. September                          | Indiana                               | 63                                    | 77                                    | Detroit                               |                                       |                                       |
| 4. September                          | Indiana                               | 65                                    | 81                                    | Detroit                               |                                       |                                       |
| Detroit gewinnt die Serie mit 2:1.    |                                       |                                       |                                       |                                       |                                       |                                       |

Die Detroit Shock mussten auch in den Conference Finals gegen die Indiana Fever über die gesamte Distanz gehen, um die Serie für sich zu entscheiden. Nachdem Detroit die Auftaktpartie in Indianapolis verloren hatte, gewannen sie die folgenden zwei Partien klar. Die Shock hatten im ersten Spiel große Probleme mit Tammy Sutton-Brown, die durch ihre starke Defensivleistungen (6 Blocks) die Fever im zu einem 75:65-Sieg führte. Die Shock standen wie bereits in den Conference Semifinals vor dem aus, doch im zweiten Spiel der Serie spielten die Shock ganz groß auf und hatten in der ersten Hälfte einen 21:2- und in der zweiten Hälfte einen 27:7-Lauf. Die Shock gewannen schließlich dieses Spiel klar mit 77:63. Herausragende Spielerin im zweiten Spiel war Deanna Nolan mit 24 Punkten. Das dritte Spiel war lange ausgeglichen, doch als Indiana Fever All-Star Tamika Catchings im zweiten Viertel auf 30:30 ausglich, verletzte sie sich bei diesem Wurf an der Achillesferse und konnte nicht mehr weiter spielen. Ohne Catchings fehlte den Fever ihre wichtigste Offensivkraft. Die Shock hatten somit keine Mühe das Spiel und die Serie für sich zu entscheiden.

#### Western Conference
| Phoenix Mercury (1) – San Antonio Silver Stars (2) | Phoenix Mercury (1) – San Antonio Silver Stars (2) | Phoenix Mercury (1) – San Antonio Silver Stars (2) | Phoenix Mercury (1) – San Antonio Silver Stars (2) | Phoenix Mercury (1) – San Antonio Silver Stars (2) | Phoenix Mercury (1) – San Antonio Silver Stars (2) | Phoenix Mercury (1) – San Antonio Silver Stars (2) |
| Datum                                              | Auswärtsteam                                       | Auswärtsteam                                       | Heimteam                                           | Heimteam                                           | Bem.                                               |                                                    |
| -------------------------------------------------- | -------------------------------------------------- | -------------------------------------------------- | -------------------------------------------------- | -------------------------------------------------- | -------------------------------------------------- | -------------------------------------------------- |
| 30. August                                         | Phoenix                                            | 102                                                | 100                                                | San Antonio                                        |                                                    |                                                    |
| 1. September                                       | San Antonio                                        | 92                                                 | 98                                                 | Phoenix                                            |                                                    |                                                    |
| Phoenix gewinnt die Serie mit 2:0.                 |                                                    |                                                    |                                                    |                                                    |                                                    |                                                    |

Die San Antonio Silver Stars standen zum ersten Mal seit ihrer Umsiedlung in den Western Conference Finals, wo sie sich in zwei packenden Spielen den Phoenix Mercury nur knapp geschlagen geben mussten. Im ersten Spiel führten die Mercury 21 Sekunden vor Ende mit 100:96, ein ungünstiges Foul von Taurasi brachte den Silver Stars drei Freiwürfe. Shanna Crossley traf alle drei Freiwürfe. Nachdem Taurasi auch noch den Ball verloren hatte, schafften die Silver Stars zwei Sekunden vor Ende durch einen 3-Punkte-Wurf von Becky Hammon noch den Ausgleich. Jedoch beging Crossley noch ein unnötiges Foul an Pondexter, die beide Freiwürfe verwertete. In den letzten zwei Sekunden versuchte Crossley vergebens, ihren Fehler mit einem 3-Punkte-Wurf von der Mittellinie wiedergutzumachen. Auch das zweite Spiel der Serie konnten die Mercury nur knapp für sich entscheiden. 2:26 Minuten vor Ende stand es 84:84, schließlich machten die Silver Stars zu viele Eigenfehler, sodass die Mercury am Ende das Spiel für sich entscheiden konnten. Stärkste Spielerin war wahrscheinlich Cappie Pondexter mit 33 Punkten, 10 Rebounds und 8 Assists.

### Finals (Runde 3)
| \| Phoenix Mercury (W1) – Detroit Shock (E1) \| Phoenix Mercury (W1) – Detroit Shock (E1) \| Phoenix Mercury (W1) – Detroit Shock (E1) \| Phoenix Mercury (W1) – Detroit Shock (E1) \| Phoenix Mercury (W1) – Detroit Shock (E1) \| Phoenix Mercury (W1) – Detroit Shock (E1) \| Phoenix Mercury (W1) – Detroit Shock (E1) \| \| Datum \| Auswärtsteam \| Auswärtsteam \| Heimteam \| Heimteam \| Bem. \| \| \| --------------------------------------------------------------------------------- \| ----------------------------------------- \| ----------------------------------------- \| ----------------------------------------- \| ----------------------------------------- \| ----------------------------------------- \| ----------------------------------------- \| \| 5. September \| Phoenix \| 100 \| 108 \| Detroit \| \| \| \| 8. September \| Phoenix \| 98 \| 70 \| Detroit \| \| \| \| 11. September \| Detroit \| 88 \| 83 \| Phoenix \| \| \| \| 13. September \| Detroit \| 76 \| 77 \| Phoenix \| \| \| \| 16. September \| Phoenix \| 108 \| 92 \| Detroit \| \| \| \| Phoenix gewinnt die Serie mit 3:2. Cappie Pondexter wurde zum Finals-MVP ernannt. \| \| \| \| \| \| \| Finals-MVP Cappie Pondexter und Diana Taurasi führten die Mercury zu ihrem ersten WNBA-Meistertitel. Pondexter erzielte in den Finals durchschnittlich 22 Punkte und 5,6 Assists pro Spiel gegen den Titelverteidiger aus Detroit. Phoenix und Detroit gewannen jeweils ein Heim- und Auswärtsspiel. Somit gab es ein alles entscheidendes fünftes Spiel in Detroit, das Phoenix mit 108:92 gewinnen konnten. Damit sind die Mercury die erste Mannschaft die eine Meisterschaft in einem Auswärtsspiel gewinnen konnte. |              |              |          |          |      |
| Phoenix Mercury (W1) – Detroit Shock (E1) |              |              |          |          |      |
| Datum | Auswärtsteam | Auswärtsteam | Heimteam | Heimteam | Bem. |
| 5. September | Phoenix      | 100          | 108      | Detroit  |      |
| 8. September | Phoenix      | 98           | 70       | Detroit  |      |
| 11. September | Detroit      | 88           | 83       | Phoenix  |      |
| 13. September | Detroit      | 76           | 77       | Phoenix  |      |
| 16. September | Phoenix      | 108          | 92       | Detroit  |      |
| Phoenix gewinnt die Serie mit 3:2. Cappie Pondexter wurde zum Finals-MVP ernannt. |              |              |          |          |      |

#### Spiel 1
| 5. September | Zusammenfassung | Phoenix Mercury 100, Detroit Shock 108                                               | Phoenix Mercury 100, Detroit Shock 108 | Phoenix Mercury 100, Detroit Shock 108                                                                    | Palace of Auburn Hills, Detroit Zuschauer: 10.513 Schiedsrichter: - #22 Courteau - #38 Simpson - #55 Brewton |
| 5. September | Zusammenfassung | Punkte pro Viertel: 21-18, 14-23, 32-28, 33-39                                       |                                        | | Palace of Auburn Hills, Detroit Zuschauer: 10.513 Schiedsrichter: - #22 Courteau - #38 Simpson - #55 Brewton |
| 5. September | Zusammenfassung | Punkte: Taylor 32, Pondexter 27 Rebounds: Taylor 9 Assists: Taylor 7 Blocks: Smith 3 |                                        | Punkte: Pierson 26, Smith 22 Rebounds: Braxton 12, Pierson 10 Assists: Johnson, Smith 4 Steals: Taurasi 4 | Palace of Auburn Hills, Detroit Zuschauer: 10.513 Schiedsrichter: - #22 Courteau - #38 Simpson - #55 Brewton |
| 5. September | Zusammenfassung |                                                                                      |                                        | | Palace of Auburn Hills, Detroit Zuschauer: 10.513 Schiedsrichter: - #22 Courteau - #38 Simpson - #55 Brewton |

Die Detroit Shock konnten das erste Spiel dieser Serie gegen die schnell spielenden Phoenix Mercury für sich entscheiden und das obwohl sie auf All-Star MVP Cheryl Ford verzichten mussten. Die große stärke der Shock in diesem Spiel waren vor allem ihre Ersatzspielerinnen. Während die Ersatzspieler der Mercury insgesamt 12 Punkte erzielten, erzielten die beiden Ersatzspielerinnen der Shock Plenette Pierson und Kara Braxton schon gemeinsam 45 Punkte und 22 Rebounds. Eine weitere Stärke der Shock war das Reboundspiel. Die Shock kamen auf 48 Rebounds in diesem Spiel, die Mercury nur auf 30. Penny Taylor erzielte 32 Punkte und Cappie Pondexter 27 für die Mercury, die weite Strecken des Spiels auf All-Star Diana Taurasi verzichten mussten, da sie zu viele Fouls in diesem Spiel beging. Taurasi fand nie wirklich ins Spiel und kam am Ende nur auf zehn Punkten, in der ersten Hälfte konnte Taurasi sogar keinen Wurf verwerten. Neun ihrer zehn Punkte erzielte sie am Beginn des dritten Viertels.

#### Spiel 2
| 8. September | Zusammenfassung | Phoenix Mercury 98, Detroit Shock 70                                                          | Phoenix Mercury 98, Detroit Shock 70 | Phoenix Mercury 98, Detroit Shock 70                                               | Palace of Auburn Hills, Detroit Zuschauer: 16.752 Schiedsrichter: - #30 Mattingly - #18 Walker - #39 Price |
| 8. September | Zusammenfassung | Punkte pro Viertel: 25-17, 23-15, 31-19, 19-19                                                |                                      |                                                                                    | Palace of Auburn Hills, Detroit Zuschauer: 16.752 Schiedsrichter: - #30 Mattingly - #18 Walker - #39 Price |
| 8. September | Zusammenfassung | Punkte: Taurasi 30 Rebounds: Smith 10 Assists: Miller, Pondexter, Smith 5 Steals: Pondexter 3 |                                      | Punkte: Nolan 12 Rebounds: Braxton 9 Assists: Johnson, Pierson 3 Turnovers: Ford 4 | Palace of Auburn Hills, Detroit Zuschauer: 16.752 Schiedsrichter: - #30 Mattingly - #18 Walker - #39 Price |
| 8. September | Zusammenfassung |                                                                                               |                                      |                                                                                    | Palace of Auburn Hills, Detroit Zuschauer: 16.752 Schiedsrichter: - #30 Mattingly - #18 Walker - #39 Price |

Diana Taurasi führte nach ihrer schwachen Leistung im ersten Spiel dieser Serie die Phoenix Mercury zu einem klaren Sieg über die Detroit Shock. Im Gegensatz zum ersten Spiel der Serie beging sie nur wenige Fouls und traf die meisten ihrer Würfe, inklusive sieben Würfe vom 3-Punktebereich. Am Ende des Spiels kam Taurasi auf 30 Punkte, acht Rebounds und drei Assists. Auch Shock-Star Cheryl Ford, die nach ihrer Verletzung wieder ins Team zurückkehrte, konnte Taurasi und die Mercury nicht aufhalten. Da die Mercury nach drei Vierteln bereits das Spiel schon so gut wie entschieden hatten, schonte Corey Gaines seine Starspielerinnen und setzte fast nur mehr Ersatzspielerinnen ein. Auch Shock Trainer Bill Laimbeer schonte mit Cheryl Ford eine seiner Star-Spielerinnen.

#### Spiel 3
| 11. September | Zusammenfassung | Detroit Shock 88, Phoenix Mercury 83                                                    | Detroit Shock 88, Phoenix Mercury 83 | Detroit Shock 88, Phoenix Mercury 83                                               | US Airways Center, Phoenix Zuschauer: 12.024 Schiedsrichter: - #10 Trammell - #8 Humphrey - #11 Napier |
| 11. September | Zusammenfassung | Punkte pro Viertel: 30-23, 20-22, 20-19, 18-19                                          |                                      |                                                                                    | US Airways Center, Phoenix Zuschauer: 12.024 Schiedsrichter: - #10 Trammell - #8 Humphrey - #11 Napier |
| 11. September | Zusammenfassung | Punkte: Smith 22, Nolan 20 Rebounds: Ford 13, Nolan 11 Assists: Nolan 6 Steals: Smith 3 |                                      | Punkte: Taurasi 22 Rebounds: Taylor 14, Smith 12 Assists: Miller 5 Blocks: Smith 4 | US Airways Center, Phoenix Zuschauer: 12.024 Schiedsrichter: - #10 Trammell - #8 Humphrey - #11 Napier |
| 11. September | Zusammenfassung |                                                                                         |                                      |                                                                                    | US Airways Center, Phoenix Zuschauer: 12.024 Schiedsrichter: - #10 Trammell - #8 Humphrey - #11 Napier |

Die Detroit Shock übernahmen nach einem 3-Punkte-Wurf von der stark spielenden Deanna Nolan nach 2:33 Minuten die Führung in diesem Spiel und verteidigten diese bis zum Ende des Spiels. Nolan und Katie Smith trafen von fast überall auf dem Feld für die Shock, während die Mercury nur 34,7 % ihrer Würfe trafen, allen voran Cappie Pondexter die nur 5 von 15 Würfen traf. Kurz vor Ende kämpften sich die Mercury noch einmal knapp an die Shock heran, jedoch verwandelte 1:53 Minuten vor Schluss Nolan wieder einen 3-Punkte-Wurf und in den letzten Momenten im Spiel traf sie auch alle Freiwürfe und sicherte somit den Sieg der Shock im dritten Spiel dieser Serie.

#### Spiel 4
| 13. September | Zusammenfassung | Detroit Shock 76, Phoenix Mercury 77                                  | Detroit Shock 76, Phoenix Mercury 77 | Detroit Shock 76, Phoenix Mercury 77                                                      | US Airways Center, Phoenix Zuschauer: 12.813 Schiedsrichter: - #22 Courteau - #38 Simpson - #18 Walker |
| 13. September | Zusammenfassung | Punkte pro Viertel: 12-17, 23-16, 25-24, 16-20                        |                                      |                                                                                           | US Airways Center, Phoenix Zuschauer: 12.813 Schiedsrichter: - #22 Courteau - #38 Simpson - #18 Walker |
| 13. September | Zusammenfassung | Punkte: Pierson 23 Rebounds: Ford 14 Assists: Nolan 5 Blocks: Nolan 3 |                                      | Punkte: Pondexter 26, Taurasi 20 Rebounds: Taylor 9 Assists: Pondexter 5 Steals: Miller 3 | US Airways Center, Phoenix Zuschauer: 12.813 Schiedsrichter: - #22 Courteau - #38 Simpson - #18 Walker |
| 13. September | Zusammenfassung |                                                                       |                                      |                                                                                           | US Airways Center, Phoenix Zuschauer: 12.813 Schiedsrichter: - #22 Courteau - #38 Simpson - #18 Walker |

Dieses Spiel war wohl das knappeste und spannendste Spiel der gesamten Serie. Es gab 14 Führungswechsel und sieben Mal stand es sogar unentschieden. Die Shock konnten durch die starke Leistungen ihrer Ersatzspielerinnen (vor allem durch Plenette Pierson) über die gesamte Spieldauer Druck auf die Mercury erzeugen. Doch Cappie Pondexter und Diana Taurasi hielten die Mercury im Spiel. Gemeinsam erzielten sie 46 von 77 Punkten der Mercury. Sehr spannend wurde das Spiel in den Schlussminuten. Pondexter brachte die Mercury 45 Sekunden vor Ende durch einen Jump Shot mit 75:74 in Führung, doch 34 Sekunden vor dem Abpfiff brachte Deanna Nolan die Shock mit 76:75 in Führung. Für 13 Sekunden waren die Shock WNBA-Meister, dann brachte Pondexter die Mercury abermals durch einen Jump Shot in Führung. Die Shock hatten zwar noch die Chance das Spiel und somit die Serie für sich zu entscheiden, jedoch konnte Shannon Johnson mit der Schlusssirene ihren Wurfversuch nicht verwerten.

#### Spiel 5
| 16. September | Zusammenfassung | Phoenix Mercury 108, Detroit Shock 92                                                         | Phoenix Mercury 108, Detroit Shock 92 | Phoenix Mercury 108, Detroit Shock 92                                   | Palace of Auburn Hills, Detroit Zuschauer: 22.076 Schiedsrichter: - #10 Trammell - #39 Price - #11 Napier |
| 16. September | Zusammenfassung | Punkte pro Viertel: 30-17, 25-26, 24-21, 29-28                                                |                                       |                                                                         | Palace of Auburn Hills, Detroit Zuschauer: 22.076 Schiedsrichter: - #10 Trammell - #39 Price - #11 Napier |
| 16. September | Zusammenfassung | Punkte: Taylor 30, Pondexter 26 Rebounds: Taurasi 7 Assists: Pondexter 10 FTM/A: Taylor 18/18 |                                       | Punkte: Nolan 27 Rebounds: Smith 6 Assists: Johnson 8 Steals: Pierson 4 | Palace of Auburn Hills, Detroit Zuschauer: 22.076 Schiedsrichter: - #10 Trammell - #39 Price - #11 Napier |
| 16. September | Zusammenfassung |                                                                                               |                                       |                                                                         | Palace of Auburn Hills, Detroit Zuschauer: 22.076 Schiedsrichter: - #10 Trammell - #39 Price - #11 Napier |

Im alles entscheidenden Spiel dieser Serie dominierten die Mercury über das gesamte Spiel über. Die Mercury gingen nach 31 Sekunden in Führung und gaben diese über das gesamte Spiel nicht mehr ab. Detroit hatte vor allem im ersten Viertel große Probleme das schnelle Spiel der Mercury zu unterbinden. Die 22.076 Zuschauer schafften es nicht die Shock noch einmal an die Mercury heran zu peitschen. Stärkste Spielerin des Spiels war Cappie Pondexter die mit 26 Punkten und 10 Assists die Mercury mit einem Double-Double zu ihrer ersten Meisterschaft führte. Am Ende des Spiels wurde Cappie Pondexter zum Finals-MVP ernannt. Die Mercury sind die erste Mannschaft die eine WNBA-Meisterschaft in einem Auswärtsspiel gewinnen konnte.

### WNBA Meistermannschaft
(Teilnahme an mindestens einem Playoff-Spiel)
| WNBA-Meister Phoenix Mercury | Guards: Jennifer Derevjanik, Kelly Miller, Kelly Mazzante, Cappie Pondexter (Finals MVP); Belinda Snell Forwards: Jennifer Lacy, Diana Taurasi, Penny Taylor-Gil Forward-Centers: Kelly Schumacher, Tangela Smith Center: Olympia Scott Cheftrainer: Corey Gaines General Manager: Ann Meyers |

## WNBA Awards und vergebene Trophäen
| Auszeichnung                            | Spielerin        | Mannschaft               |
| --------------------------------------- | ---------------- | ------------------------ |
| WNBA Finals MVP Award                   | Cappie Pondexter | Phoenix Mercury          |
| WNBA Most Valuable Player Award         | Lauren Jackson   | Seattle Storm            |
| WNBA Defensive Player of the Year Award | Lauren Jackson   | Seattle Storm            |
| WNBA Most Improved Player Award         | Janel McCarville | New York Liberty         |
| WNBA Peak Performer (Punkte)            | Lauren Jackson   | Seattle Storm            |
| WNBA Peak Performer (Rebounds)          | Lauren Jackson   | Seattle Storm            |
| WNBA Peak Performer (Assists)           | Becky Hammon     | San Antonio Silver Stars |
| WNBA Sixth Woman of the Year Award      | Plenette Pierson | Detroit Shock            |
| WNBA Rookie of the Year Award           | Armintie Price   | Chicago Sky              |
| Kim Perrot Sportsmanship Award          | Tully Bevilaqua  | Indiana Fever            |
| WNBA Coach of the Year Award            | Dan Hughes       | San Antonio Silver Stars |

### All-WNBA Teams
| All-WNBA First Team |                              |
| Guards:             | Becky Hammon – Deanna Nolan  |
| Forwards:           | Diana Taurasi – Penny Taylor |
| Center:             | Lauren Jackson               |

| All-WNBA Second Team |                                        |
| Guards:              | Katie Douglas – (MIN) Seimone Augustus |
| Forwards:            | Tamika Catchings – Sophia Young        |
| Center:              | Tina Thompson                          |

### All-Rookie Team
| All-Rookie Team                                                                          |
| Armintie Price – Sidney Spencer – (MIN) Lindsey Harding Camille Little – Marta Fernandez |

### All-Defensive Team
| All-Defensive First Team                                                     |
| Tamika Catchings – Lauren Jackson – Katie Douglas Alana Beard – Deanna Nolan |

| All-Defensive Second Team                                                                       |
| Tully Bevilaqua – (SAC) Rebekkah Brunson – Margo Dydek (NYL) Loree Moore – (SAC) Chelsea Newton |